# De Caux Mimi

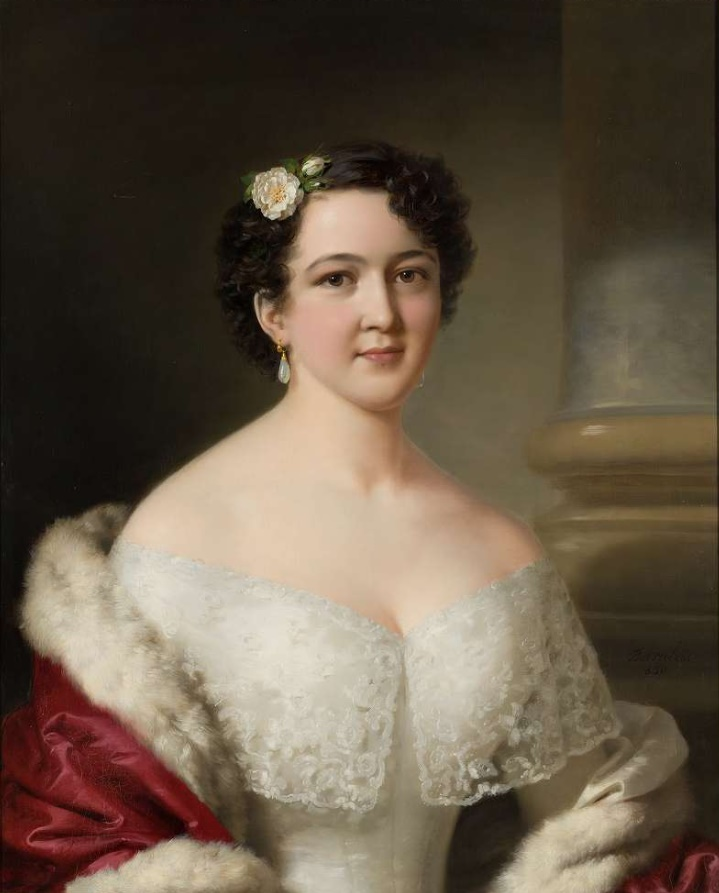
Barabás Miklós portréja (1850)

Lászlóné De Caux Mimi, Dória Lajosné, László Józsefné, Zademackné De Caux Mimi, külföldön Mimi László-Doria, Mimi Zademack-Doria, eredeti neve Decaux Mária Zsuzsanna Anna (Kolozsvár, 1826. március 20. – Újpest, 1906. december 8.) opera-énekesnő (koloratúrszoprán), színésznő.

## Életútja
Francia nemes családból származott, 1826. március 22-én keresztelték Kolozsvárott. Nagyapja a francia forradalom elől menekülve került Magyarországra, majd Erdélybe ment, ahol már egyik fia, De Caux Mimi apja, Decaux Károly előkelő hivatalt viselt az egykori guberniumnál. Édesanyja Zink Rebeka (Karolina).
Fáy István támogatása mellett képezte magát a színipályára, annak hatása alatt, hogy egy ízben magyar nótájával teljesen elragadta a kiváló mecénást. Pályáját 1838-ban kezdte Kilényi Dávid társulatánál Kolozsváron. Az 1840-es években ő teremtette meg Szigligeti Ede népszínműveinek nőalakjait, a Szökött katona Julcsáját, a Csikós Rózsiját stb. 1843-ig vándorszínész volt, ebben az évben Kecskeméten egy társulatban játszott Petőfi Sándorral. 1843-tól 1847-ig a Nemzeti Színház tagja volt. 1852-ben Londonban Garcia Emanuelle tanítványa volt. 1855. január 16-án a bécsi udvari színházban vendégszerepelt a Normában. Ez idő tájt dús jövedelmének nagy részét Kufsteinban, Olmützben, Aradon szenvedő rab szabadságharcosok fogságának enyhítésére küldözgette. Ezért nem is szerezhetett vagyont. Működött Londonban, Párizsban, Berlinben, stb. és mindenütt dicsőséget szerzett a magyar dalművészetnek.
Első férje László József, a Nemzeti Színház kitűnő bonvivánja volt, második férje Paul Zademack, kóburgi színész, harmadik férje Doria Lajos volt. Az 1880 körül tért vissza Magyarországra. Az 1882 márciusában alakult budapesti állatvédő egyesületnek alapító tagja és legnagyobb adományozója volt. Utolsó évtizedeit visszavonultan élte újpesti bérelt lakásában, egészen hashártyagyulladás miatt bekövetkezett haláláig. Hamvait végakarata szerint, 1909. augusztus 7-én Újpestről díszsírhelybe áttették a Kerepesi úti temetőbe és Bartha Miklós és Beöthy Ákos sírjai mögött helyezték el. Utoljára az első világháború után készült kép róla, mára még a temetői nyilvántartásokból is eltűnt.

„Neki meg volt adva a mód, hogy emlékezetessé tegye nevét s ha kell megcsúfolja akár az egész modern világrendet, és De Caux Mimi mégis szegény és jelentéktelen maradt, nem sejtve azt az erőt, amely benne lakozik. [...] De Caux Mimi a beléje nevelődött tényezőktől nem tudott megszabadulni, végtelen tisztelete a vagyonnal, tekintéllyel szemben nem veszett ki belőle és a legszebb magyar énekesnő soha nem hitte, hogy nincs az a koronagyémánt, nincs az a hadvezéri gallér, amely fényesebben csillogna, mint az asszonyi szem.
Lászlóné ugyanott végezte, ahol Déryné, szegénységben, elfeledve, csalódásokal tele. [...] mindketten elhibázták életüket. Pályájuk alkonyán látták csak meg, milyen tévedésben voltak, mikor azt hitték, hogy önzetlenül adták oda ennek vagy amannak szívöket. Bizony, szegényeket épp úgy megfizették, mint a courtisane-okat szokás, csakhogy nem pénzzel, hanem szép szavakkal, hazugságokkal, bókokkal és virágbokrétákkal. Itt-ott egy kis barátság is akadt, de igaz szerelem csak azokat fűzte hozzájuk, akik az ő sorukból valók voltak: Déryt és Lászlót, akik hébe-hóba elpáholták őket, de azért a tűzbe elmentek volna értük.”

– Syrion (Lovik Károly?)

## Ismert szerepei
- Vincenzo Bellini: Norma – címszerep
- Vincenzo Bellini: Az alvajáró – Amina
- Gaetano Donizetti: Lammermoori Lucia – címszerep
- Gaetano Donizetti: Lucrezia Borgia – címszerep
- Franz Doppler: Benyovszky – Feodora[9]
- Egressy Béni–Szigeti József: A jegygyűrű – Vig Terka
- Johann Baptist Hirschfeld: Tündérlak Magyarhonban – Marcsa
- Wolfgang Amadeus Mozart: Don Juan – Donna Anna
- Wolfgang Amadeus Mozart: A varázsfuvola – Az Éj királynője
- Szigligeti Ede–Szerdahelyi József: Szökött katona – Julcsa
- Szigligeti Ede–Szerdahelyi József: Csikós – Rózsi
- Cordélia (Shakespeare: Lear király)
- Semiramis (Meyerbeer)